# Notoseris
Notoseris es un género de plantas herbáceas perteneciente a la familia de las asteráceas. Es originario de las regiones templadas de Asia. Comprende 14 especies descritas y de estas, solo 12  aceptadas.

## Taxonomía
El género fue descrito por Chu Shih y publicado en Acta Phytotaxonomica Sinica 25(3): 196. 1987.

## Especies
1. Notoseris dolichophylla C. Shih in Acta Phytotax. Sin. 27: 459. 1989
2. Notoseris formosana (Kitam.) C. Shih in Acta Phytotax. Sin. 25: 201. 1987
3. Notoseris glandulosa (Dunn) C. Shih
4. Notoseris gracilipes C. Shih in Acta Phytotax. Sin. 25: 198. 1987
5. Notoseris guizhouensis C. Shih in Acta Phytotax. Sin. 25: 196. 1987
6. Notoseris henryi (Dunn) C. Shih in Acta Phytotax. Sin. 25: 202. 1987
7. Notoseris melanantha (Franch.) C. Shih in Acta Phytotax. Sin. 25: 198. 1987
8. Notoseris nanchuanensis C. Shih in Acta Phytotax. Sin. 27: 457. 1989
9. Notoseris porphyrolepis C. Shih in Acta Phytotax. Sin. 25: 201. 1987
10. Notoseris psilolepis C. Shih in Acta Phytotax. Sin. 25: 197. 1987
11. Notoseris rhombiformis C. Shih in Acta Phytotax. Sin. 25: 200. 1987
12. Notoseris triflora (Hemsl.) C. Shih in Acta Phytotax. Sin. 25: 202. 1987
13. Notoseris wilsonii (C. C. Chang) C. Shih in Acta Phytotax. Sin. 25: 202. 1987
14. Notoseris yunnanensis C. Shih in Acta Phytotax. Sin. 25: 200. 1987